# Trzeciewnica

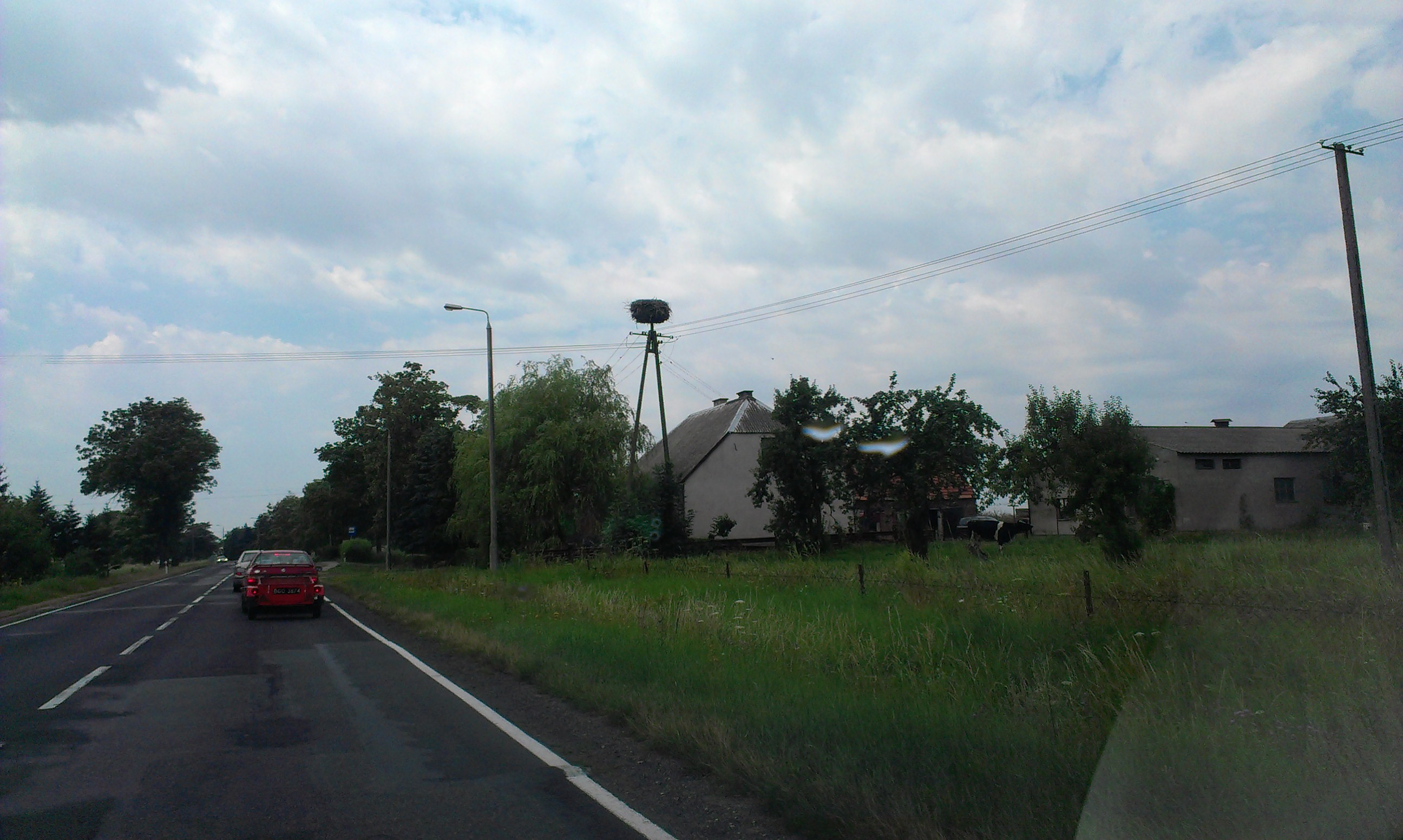
Bocianie gniazdo na DK10

Trzeciewnica – wieś w Polsce położona w województwie kujawsko-pomorskim, w powiecie nakielskim, w gminie Nakło nad Notecią.
Wieś królewska Cietrzewnica starostwa nakielskiego, pod koniec XVI wieku leżała w powiecie nakielskim województwa kaliskiego.

## Podział administracyjny
W latach 1975–1998 miejscowość administracyjnie należała do województwa bydgoskiego.

## Demografia
Według Narodowego Spisu Powszechnego (III 2011 r.) liczyła 809 mieszkańców. Jest piątą co do wielkości miejscowością gminy Nakło nad Notecią.

## Współczesność
Na podstawie dekretu PKWN z 31 sierpnia 1944 zostały utworzone miejsca odosobnienia, więzienia i ośrodki pracy przymusowej dla „hitlerowskich zbrodniarzy oraz zdrajców narodu polskiego”. Obóz pracy nr 180 Ministerstwo Bezpieczeństwa Publicznego utworzyło w Trzciewnicy.
Na terenie Trzeciewnicy znajduje się wybudowany w roku 1993 browar Krajan Browary Kujawsko-Pomorskie. We wsi znajdują się 3 sklepy spożywcze. Jest też Szkoła Podstawowa im. Powstańców Wielkopolskich.

## Dawne cmentarze
Na terenie wsi zlokalizowany jest nieczynny cmentarz ewangelicki.

## Zabytki
Według rejestru zabytków NID na listę zabytków wpisany jest cmentarz parafialny św. Stanisława, 2. połowa XIX w., nr rej.: A/326/1 z 29.05.1992.